# Meriem Hamrouni
Pour les articles homonymes, voir Hamrouni.
Meriem Hamrouni, née le 15 juillet 1989 à Nabeul, est une joueuse tunisienne de basket-ball évoluant au poste d'arrière.

## Carrière
Meriem Hamrouni participe aux championnats d'Afrique 2009 et 2011, son équipe terminant à la dixième place.
Elle fait partie des douze joueuses tunisiennes sélectionnées pour participer au championnat d'Afrique 2019 se déroulant à Dakar. Elle dispute ensuite le championnat d'Afrique 2021 se déroulant à Yaoundé, terminant à la onzième place.
Elle évolue en club à Ezzahra Sports.